# Borna Sosa
Borna Sosa (Zagreb, 21 de enero de 1998) es un futbolista croata-germano que juega como defensa en el Crystal Palace F. C. de la Premier League de Inglaterra.

## Trayectoria

### Dinamo Zagreb
Sosa nació en Prečko, distrito urbano en Zagreb, aunque tiene raíces herzegovinas pues tiene familia en Posušje.
Es uno de los productos de la cantera del Dinamo Zagreb, el club más laureado de su natal Croacia. En 2013, jugando por el equipo sub-15 del club, se coronó campeón del mundo a nivel de clubes, logrando el título de la Nike Premier Cup tras vencer en la final al Milan de Italia.
El 7 de marzo de 2015 y con 17 años debutó con el Dinamo en un encuentro de liga que culminó con victoria por 2-0 frente al Zagreb. A causa de las ausencias del equipo, Sosa, quien era capitán del cadete, disputó todo el partido jugando de lateral izquierdo y se convirtió en el primer jugador en debutar en el primer equipo de aquel campeón sub-15. De hecho, fue su única participación en la temporada 2014-15, campaña en la que su club salió campeón de liga y copa.
En enero de 2016, firmó su primer contrato profesional. Disputó algunos encuentros más en las dos siguientes temporadas, a la vez que alternaba con el segundo equipo que participaba en la Segunda Liga de Croacia. El Dinamo se alzó nuevamente con el doblete en la campaña 2015-16 con Sosa jugando la final de la Copa de Croacia venciendo al Slaven Belupo; sin embargo no ganó ningún título en la temporada 2016-17, quedando segundos tanto en liga como en copa.
La temporada 2017-18 significó el auge de su carrera. Arrancó de titular en varios partidos de liga, llegando a sumar un total de 23 encuentros oficiales y logrando cuatro asistencias. El Dinamo Zagreb nuevamente obtuvo el doblete, consiguiendo la liga croata y la copa de Croacia.

### Stuttgart
El 14 de mayo de 2018 firmó un contrato de cinco años con el VfB Stuttgart de Alemania y se integró el 1 de julio de ese mismo año recibiendo el dorsal 24.
El 2 de agosto, la revista Tuttosport lo incluyó en la lista de 80 candidatos al Premio Golden Boy: mejor futbolista del fútbol europeo menor de 21 años.
Debutó en el fútbol alemán el 26 de agosto en la primera jornada de liga frente al Maguncia 05, ingresando al minuto 85 en lugar de Emiliano Insúa. En la jornada 6 fue protagonista de una jugada insólita en el partido que disputaron contra Werder Bremen. Sosa se preparó para ejecutar un saque de banda al minuto 68 y sin mirar cedió el balón a su portero Ron-Robert Zieler, que se encontraba distraído y en su intento de detener la pelota, pifió y la pelota se coló en el arco del Stuttgart, generando el empate del Bremen. Oficialmente fue declarado como autogol del arquero. Para buena suerte de Sosa y Zieler, el Stuttgart terminó ganando 2-1.
Logró dar una asistencia en 12 encuentros con Stuttgart, sin embargo no se mantuvo entre los once titulares tanto por rendimiento como por lesiones. Stuttgart finalizó en la antepenúltima posición sin embargo terminó descendiendo a la 2. Bundesliga traes ser derrotado en los play-offs ante Union Berlin, con Sosa ausente en ambos partidos.
En su primera temporada en segunda división, fue considerado como el lateral derecho titular del equipo, anotando el primer gol de su trayectoria el 16 de diciembre de 2019 en el empate 1-1 contra Darmstadt 98.
En cinco años en Alemania jugó más de cien partidos.

### Ajax
A pesar de que el club alemán y el Sevilla F. C. llegaron a un acuerdo, un contratiempo en el club hispalense hicieron que acabara fichando por el Ajax de Ámsterdam de los Países Bajos en septiembre de 2023. En su primer año disputó 25 encuentros y en agosto de 2024 fue cedido al Torino F. C. En Italia participó en 20 partidos y en julio de 2025 fue traspasado al Crystal Palace F. C.

## Selección nacional
Formó parte de la selección de fútbol de Croacia en la categoría sub-21, con la cual sumó 15 encuentros, dos de ellos válidos para la Eurocopa Sub-21 de 2019. De igual forma fue internacional en las categorías sub-14 (2 partidos), sub-15 (2 p.) sub-16 (3 p.), sub-17, sub-18 (2 p.) y sub-19.
Con la escuadra sub-17, disputó el Campeonato de Europa Sub-17 de 2015 celebrado en Bulgaria, torneo en el cual Croacia llegó hasta cuartos de final perdiendo por penales ante Bélgica, encuentro en el que Sosa anotó uno de los penales. El lateral disputó todos los partidos de Croacia e incluso fue capitán ante España en la fase de grupos. Croacia se aseguró además el cupo a la Copa Mundial de Fútbol Sub-17 de 2015 a jugarse en Chile.
Sosa fue titular también en dicho mundial, jugado un total de 5 partidos puesto que Croacia alcanzó los cuartos de final, perdiendo 1-0 ante Malí. En total, con Croacia sub-17 disputó 21 encuentros, anotando un tanto, que se produjo en octubre de 2014, en una goleada por 8-1 frente a Kazajistán, por la clasificación para el Campeonato de Europa que después disputó.
Con el combinado sub-19 disputó 7 encuentros sin embargo no fue considerado para el Campeonato de Europa Sub-19 de 2016, disputado en Alemania.
En mayo de 2018 Zlatko Dalić lo incluyó en la lista preliminar de 32 jugadores para afrontar la Copa Mundial de Fútbol de 2018 en Rusia. Esto significó su primera llamada a la selección absoluta de Croacia, sin embargo no llegó a entrar a la lista final de 23. Tuvo que esperar más de tres años, hasta el 1 de septiembre de 2021, para hacer su debut con la absoluta en un partido de clasificación para el Mundial 2022 ante Rusia en el que no hubo goles.

### Participaciones en Copas del Mundo
| Mundial                               | Sede  | Resultado        | Partidos | Goles |
| ------------------------------------- | ----- | ---------------- | -------- | ----- |
| Copa Mundial de Fútbol Sub-17 de 2015 | Chile | Cuartos de final | 5        | 0     |
| Copa Mundial de Fútbol de 2022        | Catar | Tercer puesto    | 5        | 0     |

### Participación en Eurocopas
| Torneo                              | Sede                | Resultado        | Partidos | Goles |
| ----------------------------------- | ------------------- | ---------------- | -------- | ----- |
| Campeonato de Europa Sub-17 de 2015 | Bulgaria            | Cuartos de final | 5        | 0     |
| Eurocopa Sub-21 de 2019             | Italia · San Marino | Fase de grupos   | 2        | 0     |
| Eurocopa 2024                       | Alemania            | Fase de grupos   | 1        | 0     |

## Clubes y estadísticas
Actualizado el 10 de agosto de 2025.
| G. N. K. Dinamo Zagreb · Croacia    | 2014-15       | 1.ª           | 1   | 0 | 0  | 0 | 0  | 0 | 1   | 0 |
| G. N. K. Dinamo Zagreb · Croacia    | 2015-16       | 1.ª           | 2   | 0 | 1  | 0 | 0  | 0 | 3   | 0 |
| G. N. K. Dinamo Zagreb II · Croacia | 2015-16       | 2.ª           | 6   | 0 | —  | — | —  | — | 6   | 0 |
| G. N. K. Dinamo Zagreb II · Croacia | 2016-17       | 2.ª           | 5   | 0 | —  | — | —  | — | 5   | 0 |
| G. N. K. Dinamo Zagreb II · Croacia | Total club    | Total club    | 11  | 0 | 0  | 0 | 0  | 0 | 11  | 0 |
| G. N. K. Dinamo Zagreb · Croacia    | 2016-17       | 1.ª           | 8   | 0 | 3  | 0 | 3  | 0 | 14  | 0 |
| G. N. K. Dinamo Zagreb · Croacia    | 2017-18       | 1.ª           | 21  | 0 | 2  | 0 | 0  | 0 | 23  | 0 |
| G. N. K. Dinamo Zagreb · Croacia    | Total club    | Total club    | 32  | 0 | 6  | 0 | 3  | 0 | 41  | 0 |
| VfB Stuttgart · Alemania            | 2018-19       | 1.ª           | 12  | 0 | 0  | 0 | —  | — | 12  | 0 |
| VfB Stuttgart · Alemania            | 2019-20       | 2.ª           | 12  | 1 | 1  | 0 | —  | — | 13  | 1 |
| VfB Stuttgart · Alemania            | 2020-21       | 1.ª           | 26  | 0 | 2  | 0 | —  | — | 28  | 0 |
| VfB Stuttgart · Alemania            | 2021-22       | 1.ª           | 28  | 1 | 2  | 1 | —  | — | 30  | 2 |
| VfB Stuttgart · Alemania            | 2022-23       | 1.ª           | 27  | 2 | 3  | 0 | —  | — | 30  | 2 |
| VfB Stuttgart · Alemania            | 2023-24       | 1.ª           | 2   | 0 | 0  | 0 | —  | — | 2   | 0 |
| VfB Stuttgart · Alemania            | Total club    | Total club    | 107 | 4 | 8  | 1 | 0  | 0 | 115 | 5 |
| Ajax de Ámsterdam · Países Bajos    | 2023-24       | 1.ª           | 16  | 0 | 0  | 0 | 9  | 0 | 25  | 0 |
| Ajax de Ámsterdam · Países Bajos    | Total club    | Total club    | 16  | 0 | 0  | 0 | 9  | 0 | 25  | 0 |
| Torino F. C. · Italia               | 2024-25       | 1.ª           | 19  | 0 | 1  | 0 | ―  | ― | 20  | 0 |
| Torino F. C. · Italia               | Total club    | Total club    | 19  | 0 | 1  | 0 | 0  | 0 | 20  | 0 |
| Crystal Palace F. C. Inglaterra     | 2025-26       | 1.ª           | 0   | 0 | 1  | 0 | 0  | 0 | 1   | 0 |
| Crystal Palace F. C. Inglaterra     | Total club    | Total club    | 0   | 0 | 1  | 0 | 0  | 0 | 1   | 0 |
| Total carrera                       | Total carrera | Total carrera | 185 | 4 | 16 | 1 | 12 | 0 | 213 | 5 |
| 1. 2.                               |               |               |     |   |    |   |    |   |     |   |

## Palmarés

### Campeonatos nacionales
| Título                  | Club                   | País       | Año     |
| ----------------------- | ---------------------- | ---------- | ------- |
| Primera Liga de Croacia | G. N. K. Dinamo Zagreb | Croacia    | 2014-15 |
| Primera Liga de Croacia | G. N. K. Dinamo Zagreb | Croacia    | 2015-16 |
| Copa de Croacia         | G. N. K. Dinamo Zagreb | Croacia    | 2015-16 |
| Primera Liga de Croacia | G. N. K. Dinamo Zagreb | Croacia    | 2017-18 |
| Copa de Croacia         | G. N. K. Dinamo Zagreb | Croacia    | 2017-18 |
| Community Shield        | Crystal Palace F. C.   | Inglaterra | 2025    |

### Distinciones individuales
| Distinción                                                                   | Año  |
| ---------------------------------------------------------------------------- | ---- |
| Incluido en el equipo ideal del Campeonato de Europa Sub-17 de la UEFA       | 2015 |
| Incluido en la lista de 98 candidatos al Premio Golden Boy según Tuttosport. | 2017 |
| Incluido en el equipo ideal de la Primera Liga de Croacia                    | 2018 |
| Incluido en la lista de 80 candidatos al Premio Golden Boy según Tuttosport. | 2018 |